# Діедрична група

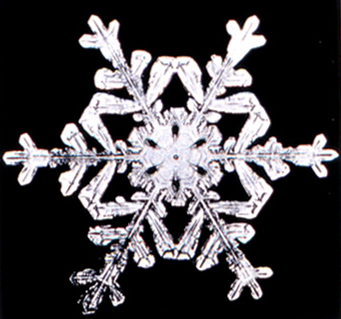
Ця сніжинка має діедричну симетрію правильного шестикутника

В математиці, діедрична група це група симетрій правильного многокутника, яка включає обертання та відбиття. Діедрична група один з найпростіших прикладів скінченних груп, і вони відіграють важливу роль в теорії груп, геометрії та хімії.

## Види запису
Існують два види запису діедричних груп пов'язаних із многокутником з n сторонами. У геометрії група записується Dn, тоді як алгебрі та сама група позначається D2n з метою вказання кількості елементів.
У цій статті, Dn (і іноді Dihn) посилається на симетрії правильного многокутника з n сторонами.

## Визначення

### Елементи

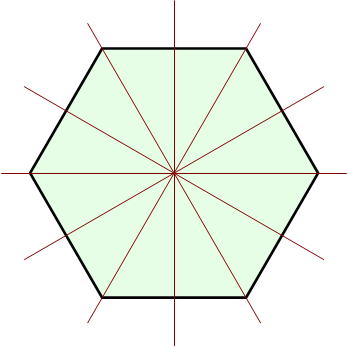
Шість осьових симетрій правильного шестикутника

Правильний многокутник з n сторонами має 2n різних симетрій: n обертальних симетрій і n осьових симетрій. Пов'язані обертання і відбиття утворюють діедричну групу Dn. Якщо n непарне, тоді кожна вісь симетрії поєднує середину сторони і протилежну вершину. Якщо n парне, тоді існує n/2 осей симетрій, які поєднують протилежні вершини. Так чи інакше, існує n осей симетрії і 2n елементів у групі симетрій. Відбиття відносно однієї з осей симетрії із подальшим відбиттям відносно іншої осі рівноцінно обертанню на подвоєний кут між осями. На малюнку показано 16 елементів групи D8 для знака «STOP»:
Перший рядок показує результат восьми обертань, другий — восьми відбиттів.

### Структура групи
Як і з багатьма геометричними об'єктами, композиція двох симетрій правильного многокутника є симетрією. Ця операція надає симетріям алгебраїчну структуру скінченної групи.

Поєднання двох відбиттів дає обертання

Наступна таблиця Келі показує наслідки поєднань в групі D3 (симетрій правильного трикутника). R0 позначає тотжність; R1 і R2 позначають обертання на 120 і 240 градусів проти (руху) годинникової стрілки; і S0, S1, і S2 позначають відбиття через три лінії показані на малюнку праворуч.
|    | R0 | R1 | R2 | S0 | S1 | S2 |
| -- | -- | -- | -- | -- | -- | -- |
| R0 | R0 | R1 | R2 | S0 | S1 | S2 |
| R1 | R1 | R2 | R0 | S1 | S2 | S0 |
| R2 | R2 | R0 | R1 | S2 | S0 | S1 |
| S0 | S0 | S2 | S1 | R0 | R2 | R1 |
| S1 | S1 | S0 | S2 | R1 | R0 | R2 |
| S2 | S2 | S1 | S0 | R2 | R1 | R0 |

Наприклад, S2S1 = R1 бо відбиття S1 із наступним відбиттям S2 утворюють обертання на 120 градусів. (Це звичайний зворотний порядок композиції.) Композиція операцій не комутативна.
Загалом, група Dn має елементи R0,…,Rn−1 і S0,…,Sn−1, з композиціями заданими такими формулами:
{\displaystyle R_{i}\,R_{j}=R_{i+j},\;\;\;\;R_{i}\,S_{j}=S_{i+j},\;\;\;\;S_{i}\,R_{j}=S_{i-j},\;\;\;\;S_{i}\,S_{j}=R_{i-j}.}
В усіх випадках, додавання і віднімання індексів повинно виконуватись із використанням модульної арифметики з модулем n.

### Матричне представлення

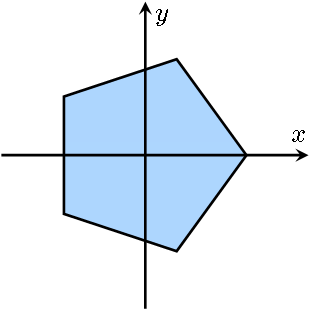
Симетрії п'ятикутника є лінійними відображеннями.

Якщо ми відцентруємо правильний многокутник в початку координат, тоді елементи діедричної групи діють як лінійні перетворення площини. Це дозволяє представити елементи Dn у вигляді матриць, тоді композиція буде добутком матриць.
Це приклад (2-вимірного) представлення групи.
Наприклад, елементи групи D4 можуть бути представлені такими вісьмома матрицями:
{\displaystyle {\begin{matrix}R_{0}={\bigl (}{\begin{smallmatrix}1&0\\[0.2em]0&1\end{smallmatrix}}{\bigr )},&R_{1}={\bigl (}{\begin{smallmatrix}0&-1\\[0.2em]1&0\end{smallmatrix}}{\bigr )},&R_{2}={\bigl (}{\begin{smallmatrix}-1&0\\[0.2em]0&-1\end{smallmatrix}}{\bigr )},&R_{3}={\bigl (}{\begin{smallmatrix}0&1\\[0.2em]-1&0\end{smallmatrix}}{\bigr )},\\[1em]S_{0}={\bigl (}{\begin{smallmatrix}1&0\\[0.2em]0&-1\end{smallmatrix}}{\bigr )},&S_{1}={\bigl (}{\begin{smallmatrix}0&1\\[0.2em]1&0\end{smallmatrix}}{\bigr )},&S_{2}={\bigl (}{\begin{smallmatrix}-1&0\\[0.2em]0&1\end{smallmatrix}}{\bigr )},&S_{3}={\bigl (}{\begin{smallmatrix}0&-1\\[0.2em]-1&0\end{smallmatrix}}{\bigr )}.\end{matrix}}}
Загалом, матрицями для елементів з Dn мають такий вигляд:
{\displaystyle {\begin{aligned}R_{k}&={\begin{pmatrix}\cos {\frac {2\pi k}{n}}&-\sin {\frac {2\pi k}{n}}\\\sin {\frac {2\pi k}{n}}&\cos {\frac {2\pi k}{n}}\end{pmatrix}}\ \ {\text{i}}\\S_{k}&={\begin{pmatrix}\cos {\frac {2\pi k}{n}}&\sin {\frac {2\pi k}{n}}\\\sin {\frac {2\pi k}{n}}&-\cos {\frac {2\pi k}{n}}\end{pmatrix}}.\end{aligned}}}
Rk — матриця повороту, яка уособлює обертання проти годинникової стрілки на кут  2πk ⁄ n. Sk — відбиття через лінію утворену кутом  πk ⁄ n з віссю x.

## Малі діедричні групи

Циклічний граф Dih_{4}
a — поворот за годинниковою стрілкою
і b — горизонтальне відбиття.

Для n = 1 ми маємо Dih1. Такий запис рідко використовується, хіба для рядів, по це дорівнює Z2. Для n = 2 маємо Dih2, 4-група Клейна. Це два винятки з усієї серії:
- Вони абелеві; для всіх інших значень n група Dihn не абелева.
- Вони не підгрупа симетричної групи Sn, через те, що 2n > n! для цих n.

Циклічні графи діедричних груп містять n-елементний цикл і n 2-елементних циклів. Темна вершина в циклічних графах різних діедричних груп знизу вказує на тотожний елемент, а інші вершини це інші елементи групи. Цикл містить послідовні ступені елементів зв'язаних з нейтральним елементом.
| Dih1 = Z2      | Dih2 = Z2 = K4 | Dih3 | Dih4 | Dih5            |
| -------------- | -------------- | ---- | ---- | --------------- |
|                |                |      |      |                 |
|                |                |      |      |                 |
| Dih6 = Dih3×Z2 | Dih7           | Dih8 | Dih9 | Dih10 = Dih5×Z2 |